# Priljevo
Priljevo je dio grada Vukovara, Vukovarsko-srijemska županija. 

## Zemljopis
Priljevo je usko područje između Dunava i starog toka Vuke. Spaja centar Vukovara (preko Novog Vukovara) i Borovo Naselje, zapadno se nalazi Lužac. Naziv je dobilo po ikavskom prilivati odnosno prelijevati zbog svoje izrazito niske nadmorske visine zbog čega su se vode Dunava i Vuke vrlo često prelijevale jedna u drugu.

## O naselju
Danas su na Priljevu smješteni nova luka te uglavnom gospodarsko-komercijalni sadržaji, željeznička stanica, poduzetnička zona, silos. Jedina ulica koja nosi ime Priljevo duga je oko 3 km. Stambeni objekti nalaze se duž desne strane ulice. 
U Priljevu se nalazi Gospino svetište,  Gospa od hrasta svetište starije od 120. godina. U Domovinskom ratu kapela je, kao i većina sakralnih objekata u gradu, razrušena, a slika je nestala. Prema sačuvanim fotografijama kopiju su dale napraviti i kapelicu obnoviti članice udruge «Hrvatska žena», ogranak Vukovar. Nakon njezine obnove ponovno započinju hodočašća svih triju vukovarskih rimokatoličkih župa i to u nedjelju nakon Male Gospe.

## Povijest

### Domovinski rat
Tijekom bitke za Vukovar Priljevo je bilo važno kao poveznica između centra grada, te Mitnice i Sajmišta s Borovo Naseljem.  Kada su 2. studenoga neprijateljske snage ušle u Lužac, a 10. studenoga okupirale Bogdanovce, šanse za deblokadu grada postale su minimalne. Istoga dana JNA i srpske snage zauzele su područje Milova Brda, jednu od ključnih točaka obrane Vukovara, a silovitim napadima iz smjera Lušca do 13. studenoga zauzele su Vupikov silos na Priljevu i presjecanjem Priljevske ceste razdvojile obranu Borova Naselja i Vukovara.